# Jalil Hanoon
Jalil Hanoon (en árabe: جليل حنّون مطر الأسدي‎; Basra, Irak; 1952) es un exfutbolista y exentrenador de fútbol de Irak que jugaba en la posición de delantero. Actualmente es el presidente del Al-Minaa SC.

## Carrera

### Club
| Periodo   | Club            |
| --------- | --------------- |
| 1969–1974 | Al-Minaa SC     |
| 1974–1975 | Al-Muwasalat SC |
| 1975–1989 | Al-Minaa SC     |
| 1989–1991 | Al-Bahri SC     |

### Selección nacional
Debutó con Irak el 21 de agosto de 1973 ante Yemen del Sur. Su primer gol con la selección nacional lo haría en la victoria por 2-0 ante Yemen del Sur en la Copa Palestina de Naciones 1973 en Libia. Se retiraría el 28 de marzo de 1980 en la victoria por 3-0 ante Yemen del Sur en la clasificación para los Juegos Olímpicos de Moscú 1980 en Bagdad. Registraría 7 goles en 37 partidos con la selección nacional.

### Club
Al-Mina'a
- Primera División de Irak: 1978

### Selección nacional
- Copa Mundial Militar: 1977

### Individual
- Goleador de la Primera División de Irak 1977/78.[4]